# Хесус Анхель Солана
Хесус Анхель Солана Бермехо (ісп. Jesús Ángel Solana Bermejo, нар. 25 грудня 1964, Арнедо, Іспанія) — іспанський футболіст, що грав на позиції захисника. П'ятиразовий чемпіон Іспанії, дворазовий володар Кубка Іспанії з футболу, триразовий володар Суперкубка Іспанії з футболу, дворазовий володар Кубка УЄФА, володар Кубка Кубків УЄФА. По завершенні ігрової кар'єри — тренер.
Виступав, зокрема, за клуби «Реал Мадрид» та «Реал Сарагоса», а також національну збірну Іспанії.

## Клубна кар'єра
Народився 25 грудня 1964 року в місті Арнедо, Іспанія. Вихованець футбольної школи клубу «Реал Мадрид».
У дорослому футболі дебютував 1984 року виступами за команду клубу «Реал Мадрид Кастілья», в якій провів один сезон, взявши участь у 28 матчах чемпіонату. 
1985 року приєднався до першої команди клубу «Реал Мадрид». Відіграв за королівський клуб наступні шість сезонів своєї ігрової кар'єри. За цей час п'ять разів виборював титул чемпіона Іспанії, ставав володарем Кубка Іспанії з футболу, триразовим володарем Суперкубка Іспанії з футболу та володарем Кубка УЄФА.
1991 року перейшов до клубу «Реал Сарагоса», за який відіграв 9 сезонів. За цей час додав до переліку своїх трофеїв ще один титул володаря Кубка Іспанії з футболу та ставав володарем Кубка Кубків УЄФА. Завершив професійну кар'єру футболіста виступами за цю команду у 2000 році.

## Виступи за збірні
1980 року дебютував у складі юнацької збірної Іспанії, взяв участь у 5 іграх на юнацькому рівні.
Протягом 1986–1987 років залучався до складу молодіжної збірної Іспанії. На молодіжному рівні зіграв у 5 офіційних матчах.
1988 року провів перший і останній матч у складі національної збірної Іспанії проти Ірландії.

## Кар'єра тренера
Розпочав тренерську кар'єру невдовзі по завершенні кар'єри гравця, 2003 року, очоливши тренерський штаб клубу «Реал Сарагоса Б», з яким пропрацював два роки. 2013 року на короткий період знову очолив резерв клубу «Реал Сарагоса» та врятував команди від вильоту Сегунди Дивізіону Б.

## Титули і досягнення
- Чемпіон Іспанії (5):

«Реал Мадрид»:  1985–86, 1986–87, 1987–88, 1988–89, 1989–90
- Володар Кубка Іспанії з футболу (2):

«Реал Мадрид»:  1988–89
«Реал Сарагоса»:  1993–94
- Володар Суперкубка Іспанії з футболу (3):

«Реал Мадрид»:  1988, 1989, 1990
- Володар Кубка УЄФА (2):

«Реал Мадрид»:  1985-1986
- Володар Кубка Кубків УЄФА (1):

«Реал Сарагоса»:  1994-1995
- Чемпіон Європи (U-21): 1986